# Kojatín
Kojatín (en allemand : Kojatin) est une commune du district de Třebíč, dans la région de Vysočina, en République tchèque. Sa population s'élevait à 93 habitants en 2024.

## Géographie
Kojatín se trouve à 10 km au nord-est de Třebíč, à 35 km au sud-est de Jihlava et à 148 km au sud-est de Prague.
La commune est limitée par Budišov au nord, par Pozďatín à l'est, par Smrk au sud, et par Valdíkov à l'ouest.

## Histoire
La première mention écrite de la localité date de 1104.

## Transports
Par la route, Kojatín se trouve à 13 km de Třebíč, à 48 km de Jihlava et à 172 km de Prague.